# 野島誠
野島 誠（のじま まこと、1956年11月26日 - ）は、日本の経営者。

## 経歴
神奈川県出身。1979年に東京大学工学部を卒業した後に、同年に日本国有鉄道に入社した。北海道旅客鉄道で取締役財務部長、常務取締役総合企画本部長、同鉄道事業本部長、専務取締役鉄道事業本部長を歴任し、2012年にJR北海道ホテルズ社長に就任した。
2013年6月から代表取締役社長を務めたが、持病の悪化により、一時入院し、2014年6月で社長を退任。ただしこの退任は、2011年に自殺した中島尚俊社長と生前親交があり、かつJR北海道の労使問題に厳しい姿勢を取る菅義偉官房長官以下官邸の意向により、労政改革を推進してきた島田修元常務（いずれの肩書も当時）を社長に就任させるための更迭との見方もある。